# Municipio 9 Thompson
El municipio 9 Thompson (en inglés: Township 9, Thompson) es un municipio ubicado en el  condado de Alamance en el estado estadounidense de Carolina del Norte. En el año 2010 tenía una población de 8.532 habitantes.

## Geografía
El municipio 9 Thompson se encuentra ubicado en las coordenadas 35°58′56.35″N 79°18′59.17″O / 35.9823194, -79.3164361.